# جون إم. ديفين
جون إم. ديفين (بالإنجليزية: John M. Devine)‏ هو عسكري أمريكي، ولد في 18 يونيو 1895 في بروفيدنس في الولايات المتحدة، وتوفي في 8 مارس 1971.